# Palachia mira
Palachia mira är en stekelart som beskrevs av Boucek 1978. Palachia mira ingår i släktet Palachia och familjen gallglanssteklar.
Artens utbredningsområde är:
- Malawi.
- Zimbabwe.

Inga underarter finns listade i Catalogue of Life.